# Siaton
Siaton é um município de  primeira classe de renda municipal (d) na província Negros Oriental, nas Filipinas. De acordo com o censo de 1 de maio  de  2020 possui uma população de 83 082 pessoas e 19 672 domicílios.